# Cinto Mandi (Bermani Ilir)
Cinto Mandi is een bestuurslaag in het regentschap Kepahiang van de provincie Bengkulu, Indonesië. Cinto Mandi telt 1061 inwoners (volkstelling 2010).